# Cophura rubidus
Cophura rubidus är en tvåvingeart som beskrevs av Wilcox 1965. Cophura rubidus ingår i släktet Cophura och familjen rovflugor.
Artens utbredningsområde är Kalifornien. Inga underarter finns listade i Catalogue of Life.